# Silas Melson
Silas Melson (Portland, 22 augustus 1996) is een Amerikaans basketballer.

## Carrière
Melson speelde collegebasketbal van 2014 tot 2018 voor de Gonzaga Bulldogs. In 2018 werd hij niet gekozen in de NBA draft. Hij tekende daarna zijn eerste profcontract bij het Griekse GS Lavrio BC. In december 2018 ruilde hij de club in voor Hapoel Be'er Sheva BC uit Israël. In het seizoen 2019/20 speelde hij voor de Finse eersteklasser Kouvot. Na een seizoen ging hij spelen voor de Belgische eersteklasser Limburg United.
In de zomer van 2021 tekende hij voor de Estische club KK Kalev/Cramo. In zijn volgende seizoen speelde hij voor het Turkse Petkim Spor. Voor het seizoen 2023/24 tekende hij bij de Duitse club BG Ludwigsburg. Hij keerde voor het seizoen 2024/25 terug naar de Turkse competitie en tekende bij Darüşşafaka SK.